# Michelle Agyemang
Michelle Agyemang (ur. 3 lutego 2006 w South Ockendon) – angielsko-ghańska piłkarka, występująca na pozycji napastniczki w angielskim klubie Arsenal W.F.C. oraz w reprezentacji Anglii. Uczestniczka Mistrzostw Europy 2025.

## Statystyki

### Klubowe
Na podstawie:
| Klub                          | Sezonów | Liga                    | Liga  | Liga   | Puchar krajowy | Puchar krajowy | Kontynentalne | Kontynentalne | Suma  | Suma   |
| Klub                          | Sezonów | Liga                    | Mecze | Bramki | Mecze          | Bramki         | Mecze         | Bramki        | Mecze | Bramki |
| ----------------------------- | ------- | ----------------------- | ----- | ------ | -------------- | -------------- | ------------- | ------------- | ----- | ------ |
| Arsenal W.F.C.                | 2       | FA Women's Super League | 4     | 0      | 1              | 1              | 1             | 0             | 6     | 1      |
| Watford F.C.                  | 1       | FA Women's Super League | 9     | 4      | 1              | 1              | –             | –             | 10    | 5      |
| Brighton & Hove Albion W.F.C. | 1       | FA Women's Super League | 17    | 3      | 5              | 2              | –             | –             | 22    | 5      |
|                               | Łącznie | Łącznie                 | 30    | 7      | 7              | 4              | 1             | 0             | 38    | 11     |

### Reprezentacyjne
Na podstawie:
| Gole w reprezentacji | Gole w reprezentacji | Gole w reprezentacji | Gole w reprezentacji | Gole w reprezentacji | Gole w reprezentacji | Gole w reprezentacji | Gole w reprezentacji    |
| Lp.                  | Data                 | Miasto               | Przeciwnik           | Wynik                | Gole                 | Inne                 | Rozgrywki               |
| -------------------- | -------------------- | -------------------- | -------------------- | -------------------- | -------------------- | -------------------- | ----------------------- |
| 1.                   | 08.04.2025           | Leuven               | Belgia               | 2:3 (1:3)            | 81'                  |                      | Liga Narodów UEFA       |
| 2.                   | 17.07.2025           | Zurych               | Szwecja              | 2:2 (k. 3:2)         | 81'                  | 87'                  | Mistrzostwa Europy 2025 |
| 3.                   | 22.07.2025           | Genewa               | Włochy               | 2:1 (0:1)            | 90+6'                |                      | Mistrzostwa Europy 2025 |

## Sukcesy
Na podstawie:

### Klubowe
- Mistrzyni Anglii 2022/23

### Reprezentacyjne
- Mistrzyni Europy 2025